# 王太晖
王太晖（1968年2月—），中华人民共和国政治人物，生于湖北公安县，中共党员。曾任襄阳市市长，现任湖北省人民政府秘书长。

## 生平
王太晖于1983年9月考入湖北大学，主修思想政治教育科，1987年毕业后，随即进入中南财经大学政法系学习，并于1990年毕业，同时得到哲学硕士学位，随即分配到中共武汉市委政研室综合处任职，后来转入武汉市人民政府办公厅，历任综合二处副主任科员、主任科员、调研员，1999年转岗至武汉市外资办，期间曾在美国康乃狄克大學工商管理培训班进修。2001年9月，转任硚口区人民政府副区长，直到2007年3月去职，转任武汉经济技术开发区党工委委员、管委会副主任。2009年，升任武汉市人民政府研究室主任，随即兼任市政府副秘书长。2011年3月，他再转任中共武汉市委副秘书长、政研室主任，同时担任武汉市委的第一新闻发言人，但任职半年就回到硚口，出任该区党委书记。2016年9月，武汉市领导班子换届前，王太晖曾获中共湖北省委提名为市级领导班子副职人选考察对象，但并没有立即升职，直到同年12月才升任湖北省人民政府副秘书长，期间还兼任省政府办公厅（省政府参事室）主任。
2021年4月，王太晖外放至襄阳市，出任市委副书记、市长，2023年1月17日，在湖北省第十四届人民代表大会第一次会议上当选为第十四届全国人大代表，任期5年。2024年7月，他回到武汉，出任湖北省人民政府秘书长。